# Поркузи
По́ркузи (фин. Uusi-Kallila) — деревня в Красноборском городском поселении Тосненского района Ленинградской области.

## История
В пояснительном тексте к этнографической карте Санкт-Петербургской губернии П. И. Кёппена 1849 года она записана как деревня Uusi-Kallila (Поркузи) и указано количество её жителей на 1848 год: савакотов — 10 м. п., 11 ж. п., всего 21 человек, эвремейсов — 9 м. п., 4 ж. п., всего 13 человек. Ингерманландцы относились к лютеранскому приходу Инкере.

ПОРКУЗИ — деревня Царскосельского дворцового правления, по просёлочной дороге, число дворов — 4, число душ — 18 м. п. (1856 год)

Согласно «Топографической карте частей Санкт-Петербургской и Выборгской губерний» 1860 года деревня Поркузи насчитывала 5 дворов, рядом с ней находились сараи и плитная ломка.

ПАРКУЗИ — деревня удельная при плитных очистях, число дворов — 4, число жителей: 22 м. п., 22 ж. п. (1862 год)

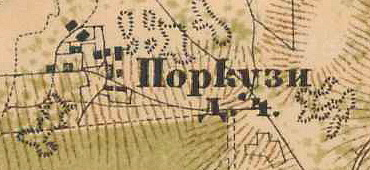
План деревни Поркузи. 1885 года

В 1885 году деревня Поркузи насчитывала 4 двора.
Согласно материалам по статистике народного хозяйства Царскосельского уезда 1888 года имение при селении Паркузи площадью 10 десятин принадлежало купцу А. В. Монахову, оно было приобретено в 1884 году за 2367 рублей.
В конце XIX — начале XX века деревня административно относилась к Ижорской волости 1-го стана Царскосельского уезда Санкт-Петербургской губернии. По приходским данным население деревни было исключительно финским.
По данным «Памятной книжки Санкт-Петербургской губернии» за 1905 год деревня называлась Паркузи.
К 1913 году количество дворов в деревне Поркузи увеличилось до 10.
С 1917 по 1922 год деревня Поркузи входила в состав Чернышевского сельсовета Ижорской волости Детскосельского уезда.
С 1922 года в составе Степановского сельсовета.
С 1923 года в составе Ульяновской волости Троцкого уезда.
С 1924 года в составе Мишкинского сельсовета.
Согласно данным переписи населения СССР 1926 года в деревне Паркузи Ульяновского сельсовета Ульяновской волости проживали 98 человек — все финны, кроме одной латышской семьи.
С февраля 1927 года в составе Ленинградского уезда. С августа 1927 года в составе Колпинского района Ленинградской области.
В 1928 году население деревни Поркузи составляло 140 человек.
С 1930 года в составе Тосненского района.
По данным 1933 года деревня называлась Паркузи и входила в состав Мишкинского сельсовета Тосненского района.

План деревни Поркузи. 1941 год

Согласно топографической карте РККА 1941 года деревня насчитывала 32 двора. В северной части деревни находилась силосная башня.
С 1 августа 1941 года по 31 декабря 1943 года деревня находилась в оккупации.
С 1945 года в составе Красноборского поссовета.
С 1 февраля 1963 года Красноборский поселковый совет был подчинён Тосненскому горсовету.
По данным 1966, 1973 и 1990 годов деревня Поркузи также входила в состав Красноборского поссовета.
В 1997 году в деревне Поркузи Красноборского городского поселения проживали 5 человек, в 2002 году — 25 человек (русские — 88 %), в 2007 году — постоянного населения не было.

## География
Деревня расположена в северо-западной части района, к востоку от административного центра поселения посёлка Красный Бор на автодороге 41К-173 (Ям-Ижора — Никольское) «Никольское шоссе».
Расстояние до административного центра поселения — 4 км.
На территории деревни располагается садоводческий массив «Мишкино-Поркузи».

## Демография
| 1862 | 2007 | 2010 | 2017 |
| ---- | ---- | ---- | ---- |
| 44   | ↘0   | →0   | ↗1   |